# Bejkovna
Bejkovna je přírodní památka v okrese Klatovy jihozápadně od vesnice Petrovice, v katastrálním území Petrovice u Měčína. Památka leží na levé straně při cestě po silnici II/191 z Petrovic do obce Ostřetice přibližně 200 metrů od cesty. Důvodem ochrany jsou opuštěné pastviny, rašeliniště a prameniště s bohatou květenou. Nachází se zde mizející mokřadní rostlinné druhy např. orchidej kruštík bahenní (Epipactis palustris).